# Tetrapedia bipartita
Tetrapedia bipartita là một loài Hymenoptera trong họ Apidae. Loài này được Moure mô tả khoa học năm 1999.